# Providénia
Providénia - Провидения (rus) és un possiólok al districte autònom de Txukotka (Rússia).
Providénia és un antic port militar soviètic, situat en un fiord protegit del mar de Bering. La localitat habitada més gran a l'est d'Anàdir, es va establir com a port per servir l'extrem oriental de la Ruta del Mar del Nord. El port es troba a la badia de Komsomolskaya (anomenada així després de l'organització juvenil soviètica Komsomol), una part de la badia de Providénia, molt més gran, que proporciona un port d'aigües profundes adequat per als vaixells russos, a prop dels límits meridionals dels camps de gel d'hivern. El llac Istikhed es troba al sud de l'aeròdrom de Providénia, al costat est de la badia.